# Gary U.S. Bonds
Gary U.S. Bonds, geboren Gary Levone Anderson (Jacksonville, 6 juni 1939) is een Amerikaans rhythm-and-blues en rock-'n-roll zanger.
In het begin van de jaren zestig kende Gary U.S. Bonds hits met New Orleans, Quarter To Three, School Is Out, Dear Lady Twist en Twist, Twist, Señora. In de jaren tachtig kende Bonds carrière een herstart met de albums Dedication en On the Line en samenwerking met Bruce Springsteen, Steven Van Zandt en de E Street Band. Zijn achtste studioalbum, Let Them Talk dateert van 2009.
- Biblioteca Nacional de España: XX1088762
- Bibliothèque nationale de France: cb13891661x (data)
- Gemeinsame Normdatei: 134381947
- International Standard Name Identifier: 0000 0001 0787 4841
- Library of Congress Control Number: n93113912
- MusicBrainz: 0f1083d8-fca9-40e3-b7bb-6cca7f15eff0
- Nationale Bibliotheek van Tsjechië: xx0149779
- Nederlandse Thesaurus van Auteursnamen: 096486112
- Virtual International Authority File: 104823530
- WorldCat: E39PBJxmHmvKXYCVpVBjmvRkDq